# Ole Holsti
Olavi „Ole“ Rudolf Holsti (* 7. August 1933 in Genf; † 2. Juli 2020 in Salt Lake City, Utah) war ein US-amerikanischer Politikwissenschaftler und Konfliktforscher finnischer Herkunft.

## Leben
Holsti wurde 1933 in Genf geboren. Sein jüngerer Bruder Kalevi (* 1935) ist ebenfalls Politikwissenschaftler. Ihr Vater war der finnische Außenminister Rudolf Holsti (1881–1945). 1962 erwarb er seinen Ph.D. an der Stanford University, Kalifornien. Ab 1954 war er US-amerikanischer Staatsbürger. Er diente von 1956 bis 1962 in der US-Army. Ole R. Holsti lehrte von 1967 bis 1974 als Professor für Politikwissenschaft an der University of British Columbia in Kanada und ab 1974 an der Duke University. Er war der Verfasser zahlreicher politologisch-psychologischer Studien.

## „Inherent Bad Faith Model“
Ole Holsti wurde bekannt durch das in seiner Doktorarbeit (1962) aufgestellte Modell der inhärenten Arglist, das die psychologische Informationsverarbeitung durch einen Konfliktpartner beschreibt. In diesem Modell betrachtet eine Person ihren Konfliktgegner als unveränderlich feindselig und arglistig und Signale, die dieser Ansicht widersprechen, werden als propagandistisch motivierte Täuschung oder als Zeichen der Schwäche interpretiert. Nach dem Handbook of Social Psychology ist das Inherent Bad Faith Model das meistuntersuchte Modell, um die Beziehung zwischen zwei Konfliktgegnern zu untersuchen. Bekannt wurde das Inherent Bad Faith Model vor allem durch John Foster Dulles’ Verhältnis zur Sowjetunion oder die frühe Beziehung Israels zur PLO.

## Werke
Hier eine sehr unvollständige Auswahl seiner Werke:
- Content analysis for the social sciences and humanities, 1969.
- Crisis Escalation War, 1972.
- American Public Opinion on the Iraq War, 2011.